# NGC 129
NGC 129 este un roi deschis situat în constelația Cassiopeia. A fost descoperit în 16 decembrie 1788 de către William Herschel. De asemenea, a fost observat încă o dată în 29 septembrie 1829 de către John Herschel, fuil lui William Herschel.